# Richard Dinter
Richard Dinter, född den 27 april 1964 i Stockholm, är en svensk filmregissör och radioproducent. I augusti 2017 hade han biopremiär med långfilmen Ghostbrothers.
Sedan våren 2018 driver han förlaget Zvonko.

## Filmografi i urval
- 2007 - Min kroatiska näsa
- 2008 - Det finns inga gränser för vad jag kan göra
- 2009 - Bathing star'
- 2015 - Natten
- 2015 - Snö
- 2017 - Ghostbrothers
- 2019 - Rekonstruktion av uthyrd sommarstuga.